# 激坂
登坂する者が挑戦の意味を込めて用いる「急坂」、「胸突き」の呼称。

## メディア上の起源
最初に「激坂」という言葉が明確に使用されたのは、雑誌「Cycle Sports」2002年6月号P180に「九十九（つづら）折だよ人生は」という連載が開始されてからになる。ここで担当草野氏は、自称「坂バカ」として「激坂」という言葉を頻出させている。
　対して「Bicycle Club」は、2003年1月号P184「タケムラの激坂ハンティング」が新連載となる。ここで彼は「激坂」という言葉を用いるが、その定義は設けないとしている。
　2004年11月21日（日）、NHK名古屋放送局で、「中部ＮＯＷ」番組内、「急坂を駆け抜けろ！～富士山クライムレース～」が放送された。番組概要は、『10月24日開催される、富士山の麓 静岡県小山町で富士山を駆け上がる自転車レース「第１回 富士山国際ヒルクライムレース」。今回のレースは標高 2000ｍの須走口の５合目まで 11km、標高差1200ｍを駆け上がる世界的に見ても類を見ない過酷なものだ。愛好家の間では「激坂」と呼ばれる、平均斜度10%以上のこの過酷なレースに集う健脚自慢は400名。番組では、町おこしを狙う小山町の取り組みと共に、健脚自慢がどうこの過酷なレースに挑むのかを追う。』タイトルに「急坂」という言葉が使用され、概要説明で、「激坂」という言葉が使用されていることが興味深い。
　NHK-BSでは、2009年10月14日にジロ・デ・イタリアの特集で「激坂」という言葉が使用されている。続けて、2009年11月に、安田団長が出演する番組でも「激坂」という言葉が使用されている。この頃には、言葉が定着していると言っても良いかもしれない。
　現在では、自転車以外でも、「自動車」、「マラソン」、「登山」、「ウォーキング」等の分野で、この言葉が散見されるようになっている。
「激坂」であるかどうかは、判断基準が無い。しかし、レースや観光の誘致や個人のSNS活動のため、独自判断をしてそれを掲載している傾向が見られる。